# نصیرآباد (بروجرد)
نصیرآباد روستایی است از توابع شهرستان بروجرد در استان لرستان. این روستا در دهستان همت‌آباد در بخش مرکزی این شهرستان قرار دارد. از مکان‌های تاریخی و مهم این روستا می‌توان به تپه تاریخی قلعه رومیان(قلا رمیون) اشاره کرد.ساکنان این روستا از ایل بزرگ بیرانوند هستند.

## جمعیت
بنابر سرشماری مرکز آمار ایران، جمعیت نصیر آباد در سال ۱۳۸۵ برابر با ۲۱۱ نفر بوده‌است که از این میان ۱۰۳ نفر مرد و بقیه زن بوده‌اند. این روستا ۴۹ خانوار دارد.